# Føroya Lærarafelag
Føroya Lærarafelag (Færøernes Lærerforening) er en fagforening for lærerer på Færøerne (kaldes også Lærarafelagið). Foreningen blev stiftet i 1898, og i 1956 blev det tilhørende forlag Bókadeild Føroya Lærarafelags oprettet.

## Formænd
- Jacob Eli S. Olsen 2019-d.d.
- Herálvur Jacobsen sep. 2010-2019[2]
- Páll Poulsen 2010-2010 (fungerende formand fra juni til september)[3]
- Magnus Tausen 2005-2010
- Jóhannes Eli Iversen 2003-2005
- Elsa Birgitta Petersen 1999-2003
- Andras L. Samuelsen 1997-1999
- Jenny Lydersen 1997
- Esmar Berg 1992-1997
- Inga Høgenni 1988-1992
- Trygvi Teirin 1984-1988
- Marita Petersen 1980-1984
- Eilif Samuelsen 1969-1980
- Hans Kristiansen 1968-1969
- Johannes A. Næs 1964-1968
- Ludvig Petersen 1963-1964
- Johannes A. Næs 1960-1963
- Poul E. Petersen 1954-1960
- Marius Johannesen 1942-1954
- Rikard Long 1934-1942
- Mikkjal á Ryggi 1930-1934
- Peter Mohr Dam 1927-1930
- Símun Pauli úr Konoy 1915-1927
- Poul Jensen 1902-1915
- Louis Bergh 1898-1902

## Eksterne links
- Føroya Lærarafelags officielle hjemmeside Arkiveret 11. juni 2013 hos  Wayback Machine

| Portal | Portal:Færøerne |